# Lycosa suzukii
Lycosa suzukii är en spindelart som beskrevs av Takeo Yaginuma 1960. Lycosa suzukii ingår i släktet Lycosa och familjen vargspindlar. Inga underarter finns listade i Catalogue of Life.